# Angelo Paes Leme
Ângelo Gamboa e Castro Paes Leme (Rio de Janeiro, 10 de novembro de 1973) é um ator, cantor e compositor brasileiro.

## Biografia
Filho de um professor e violonista, amigo de vários músicos e colecionador de discos em vinil, Ângelo, desde os 9 anos, já tocava violão, e aos 12 anos, iniciou seus estudos na Escola de Música Villa-Lobos, no Rio de Janeiro. Mas acabou indo para outra área, a da interpretação.

## Carreira
A sua estréia no teatro aconteceu por acaso, em 1989, quando foi convidado por uma vizinha para substituir um ator numa peça de fim de ano do Teatro Tablado, no Rio. Sua estréia na televisão só aconteceu em 1993, na minissérie Contos de Verão. Mas foi em 1995, na novela História de Amor, de Manoel Carlos, que se tornou conhecido, onde interpretou o inconsequente Caio, um dos personagens centrais da trama. Ao longo de sua carreira, já fez diversos trabalhos relevantes entre novelas e minisséries, como em Por Amor, onde interpretou o mal-humorado Rodrigo, a minissérie A Muralha em que deu vida ao jovem e galanteador Vasco Antunes, Uga Uga, onde interpretou Salomão e Chocolate com Pimenta, em que despontou como o Soldado Peixoto, pau-mandado da vilã Olga. 
Em 2006 assinou contrato com a Rede Record  e viveu o bandido Jefferson na novela Vidas Opostas. Em 2007 integrou o elenco da novela Caminhos do Coração. No mesmo ano, participou do curta-metragem Ópera do Mallandro, dirigido por André Moraes, onde viveu o personagem de Michael Jackson.
No cinema, esteve também em Muito Gelo e Dois Dedos D'Água e, como narrador, em Sambando nas Brasas, Morô? (2007). Em 2008, atuou nos longas Meu Nome Não é Johnny, Os Desafinados, de Walter Lima Jr. e A Guerra dos Rocha. Em 2009, integrou o elenco principal da série A Lei e o Crime e no ano seguinte foi um dos protagonistas de Ribeirão do Tempo, também na Record. O ator foi escalado para ser o protagonista da minissérie José Do Egito e viveu José na minissérie da Record. Em julho de 2017, lança seu primeiro CD, titulado Nu, uma das músicas do álbum, a faixa "Nós Dois" ganhou um videoclipe no dia dos namorados com participação de sua esposa.

## Vida pessoal
É casado desde setembro de 2008 com a também atriz Anna Sophia Folch. Em 19 de outubro de 2011, nasce o primeiro filho do casal, Caetano.

## Filmografia

### Televisão
| Ano  | Título                      | Personagem                            | Notas                               |
| ---- | --------------------------- | ------------------------------------- | ----------------------------------- |
| 1993 | Contos de Verão             | Mário                                 |                                     |
| 1993 | Sonho Meu                   | Santiago Fontana                      |                                     |
| 1995 | História de Amor            | Caio Paiva                            |                                     |
| 1996 | Você Decide                 | Carlos                                | Episódio: "Aconteceu em Copacabana" |
| 1997 | Você Decide                 | Jair                                  | Episódio: "Justiça"                 |
| 1997 | Você Decide                 | Murilo                                | Episódio: "Meu Pai"                 |
| 1997 | Você Decide                 | Beto                                  | Episódio: "Sonho Olímpico"          |
| 1997 | Malhação                    | Nando                                 | Episódio: "16–20 de junho"          |
| 1997 | Por Amor                    | Rodrigo Viana Fontes                  |                                     |
| 1998 | Mulher                      | Rodolfo                               | Episódio: "Amor Secreto"            |
| 1999 | Força de um Desejo          | Rodrigo Quintanilha                   | Participação                        |
| 1999 | Malhação                    | Reinaldo                              | Participação                        |
| 2000 | A Muralha                   | Vasco Antunes                         |                                     |
| 2000 | Uga Uga                     | Salomão Pedreira                      |                                     |
| 2002 | O Quinto dos Infernos       | Emanuel                               |                                     |
| 2003 | Chocolate com Pimenta       | José Rufino Peixoto (Soldado Peixoto) |                                     |
| 2004 | Sob Nova Direção            | Olavo                                 | Episódio: "Noite dos Namorados"     |
| 2005 | Sítio do Picapau Amarelo    | Lazarilho de Tormes                   | Episódio: "Dom Quixote"             |
| 2005 | Mandrake                    | Luís Maurício                         | Episódio: "Atum Vizcaya"            |
| 2006 | Alma Gêmea                  | Terê (adulto)                         | Episódio: "10 de março"             |
| 2006 | Vidas Opostas               | Jéferson da Silva                     |                                     |
| 2007 | Caminhos do Coração         | Rodrigo Mayer                         |                                     |
| 2009 | A Lei e o Crime             | Fernando Santos (Nandinho da Bazuca)  |                                     |
| 2010 | Ribeirão do Tempo           | Tiago Gomes do Arrepio (Tito)         |                                     |
| 2013 | José do Egito               | José                                  |                                     |
| 2014 | Acerto de Contas            | Joaquim Tavares (Quinho)              |                                     |
| 2017 | Sem Volta                   | Salomão Campos                        |                                     |
| 2017 | O Rico e Lázaro             | Nebuzaradã                            |                                     |
| 2019 | Malhação: Vidas Brasileiras | Tarcísio Porto                        | Episódios: "30–31 de janeiro"       |
| 2020 | Coisa Mais Linda            | Hugo Moreira Lins e Silva             | Episódio: "Só as Mulheres"          |
| 2021 | Gênesis                     | Terá                                  | Fase: "Ur dos Caldeus"              |
| 2022 | Todas as Garotas em Mim     | Júlio Torres Sampaio                  |                                     |
| 2023 | Vai na Fé                   | Mauro Vieira                          | Episódios: "4–10 de agosto"         |
| 2025 | Garota do Momento           | Otávio Tavares (Tavinho)              | Episódios: "7–14 de abril"          |

### Cinema
| Ano  | Título                          | Personagem      |
| ---- | ------------------------------- | --------------- |
| 2006 | Muito Gelo e Dois Dedos D'Água  | Renato          |
| 2007 | Ópera do Mallandro              | Michael Jackson |
| 2008 | Meu Nome Não É Johnny           | Julinho         |
| 2008 | Os Desafinados                  | Davi            |
| 2008 | A Guerra dos Rocha              | Curió           |
| 2015 | Linda de Morrer                 | Francis         |
| 2016 | José do Egito - O Filme         | José            |
| 2016 | Milagres de Jesus - O Filme     | Gabriel         |
| 2019 | Ela Disse, Ele Disse            | Lúcio           |
| 2025 | Câncer com Ascendente em Virgem | Renato          |

## Teatro
| Ano  | Título             | Personagem |
| ---- | ------------------ | ---------- |
| 2001 | Explêndidos        | Policial   |
| 2005 | Os Justos          | Rafa       |
| 2007 | O Método Grönholm  | Candidato  |
| 2011 | A Confissão        | Vince      |
| 2013 | Uma Vida no Teatro | John       |

## Discografia

### Álbuns de estúdio
| Álbum | Detalhes                                                                                   |
| ----- | ------------------------------------------------------------------------------------------ |
| Nu    | - Lançamento: 7 de julho de 2017 - Formatos: CD, download digital - Gravadora: Superlativa |

### Singles
| Título     | Ano  | Álbum |
| ---------- | ---- | ----- |
| "Nós Dois" | 2017 | Nu    |

## Prêmios e indicações
| Ano  | Prêmio                             | Categoria                         | Trabalho              | Resultado |
| ---- | ---------------------------------- | --------------------------------- | --------------------- | --------- |
| 2008 | Festival Paulínia de Cinema        | Melhor Ator Coadjuvante           | Os Desafinados        | Venceu    |
| 2009 | Grande Prêmio do Cinema Brasileiro | Melhor Ator Coadjuvante           | Meu Nome Não é Johnny | Indicado  |
| 2009 | Prêmio Extra de Televisão          | Melhor Ator                       | A Lei e o Crime       | Indicado  |
| 2009 | Prêmio Arte Qualidade Brasil       | Melhor Ator Seriado               | A Lei e o Crime       | Indicado  |
| 2009 | Melhores do UOL e PopTevê          | Melhor Ator                       | A Lei e o Crime       | Indicado  |
| 2010 | Prêmio Extra de Televisão          | Melhor Ator                       | Ribeirão do Tempo     | Indicado  |
| 2010 | Prêmio Qualidade Brasil            | Melhor Ator                       | Ribeirão do Tempo     | Indicado  |
| 2013 | Melhores do Ano NaTelinha          | Melhor Ator                       | José do Egito         | Indicado  |
| 2014 | Prêmio Contigo! de TV              | Melhor Ator em Série/Minissérie   | José do Egito         | Indicado  |
| 2021 | Prêmio Notícias de TV              | Melhor Ator Protagonista          | Gênesis               | Indicado  |
| 2021 | Prêmios Produ                      | Melhor Ator Principal: Telenovela | Gênesis               | Indicado  |